# Mark Johnson
Mark Rickland Johnson (Jamaica, 28 de outubro de 1963) é um ex-jogador de críquete jamaicano, naturalizado americano.
Johnson foi jogador da Seleção de Críquete dos Estados Unidos.